# Erdeborn
Erdeborn è un ex comune tedesco di 1 089 abitanti, situato nel land della Sassonia-Anhalt, oggi frazione di Seegebiet Mansfelder Land. Il 1º gennaio 2010, insieme ai comuni di Amsdorf, Aseleben, Hornburg, Lüttchendorf, Neehausen, Röblingen am See, Seeburg, Stedten e Wansleben am See, formò infatti il comune di Seegebiet Mansfelder Land.